# Apolo
Apolo – miasto w Boliwii, w departamencie La Paz, w prowincji Franz Tamayo. W 2013 roku Apolo liczyło 2861 mieszkańców. W mieście funkcjonuje Port lotniczy Apolo.